# Robert de Bethune
Robert de Bethune (morto em 1148) foi um bispo medieval de Hereford.

## Vida
Bethune era o filho mais novo de um cavaleiro, e foi inicialmente educado por seu irmão mais velho, que se chamava Gunfrid e era um professor. Embora o cronista medieval Robert de Torigni descreva Bethune como flamengo, o biógrafo medieval de Bethune, William de Wycombe diz que ele e Bethune cresceram em aldeias vizinhas em Buckinghamshire. Assim, é provável que Bethune tenha nascido perto de Wingrave, Buckinghamshire, numa família descendente de colonos flamengos. Ele foi um professor na Inglaterra, ensinando disciplinas elementares, antes de ir estudar teologia com Guilherme de Champeaux e Anselm de Laon.